# Маркус Роган
Маркус Роган  (нім. Markus Rogan, 4 травня 1982) — австрійський плавець, олімпійський медаліст.

## Виступи на Олімпіадах
| Олімпіада   | Дисципліна                      | Місце |
| ----------- | ------------------------------- | ----- |
| Сідней 2000 | плавання на 100 метрів на спині | 33    |
| Сідней 2000 | плавання на 200 метрів на спині | 27    |
| Афіни 2004  | плавання на 100 метрів на спині | 2     |
| Афіни 2004  | плавання на 200 метрів на спині | 2     |
| Пекін 2008  | естафета 4 × 200 вільним стилем | 9     |
| Пекін 2008  | плавання на 100 метрів на спині | 9     |
| Пекін 2008  | плавання на 200 метрів на спині | 4     |